# Lucía Cano

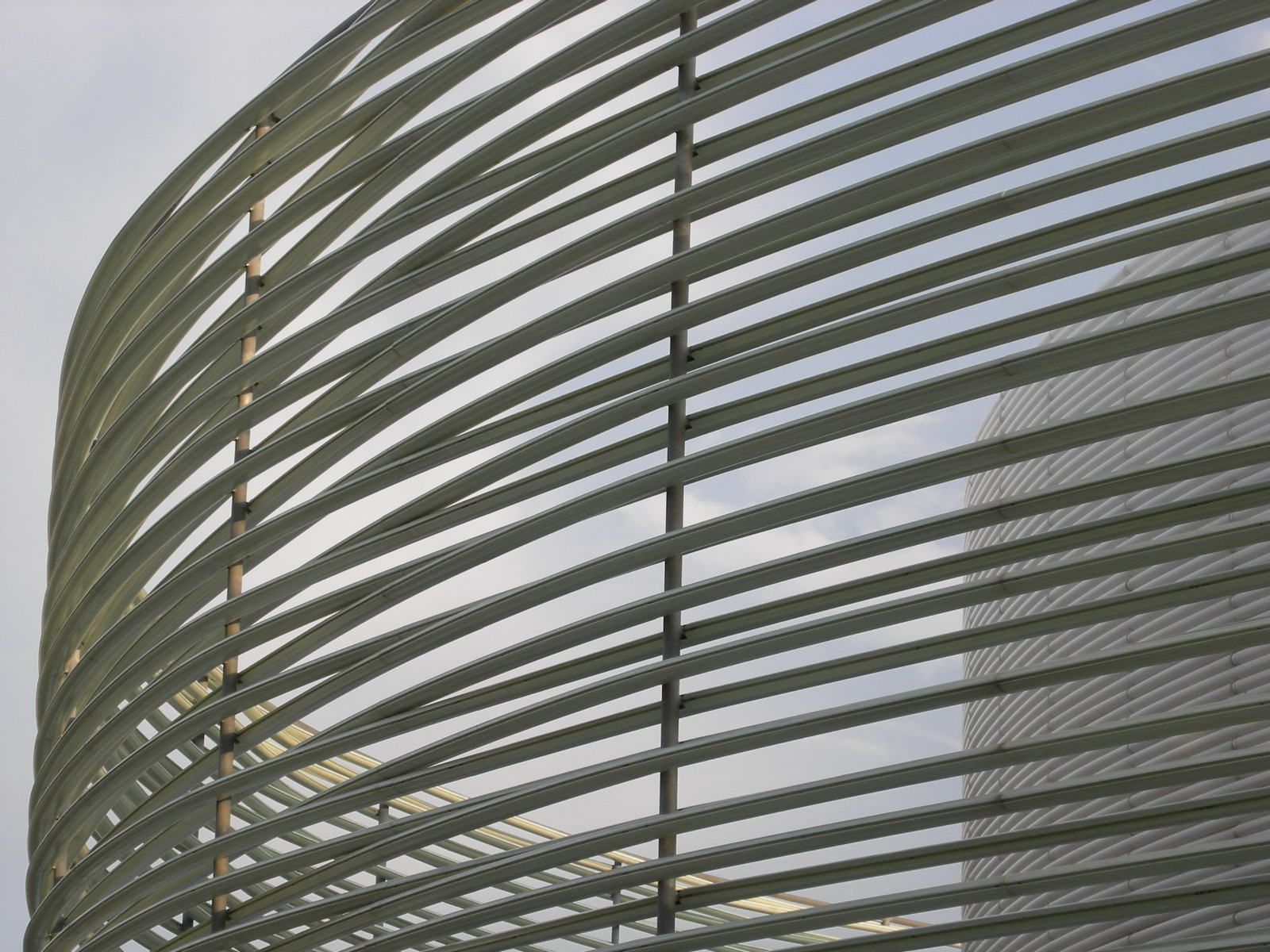
Lucía Cano y José Selgas, Palacio de Congresos de Badajoz

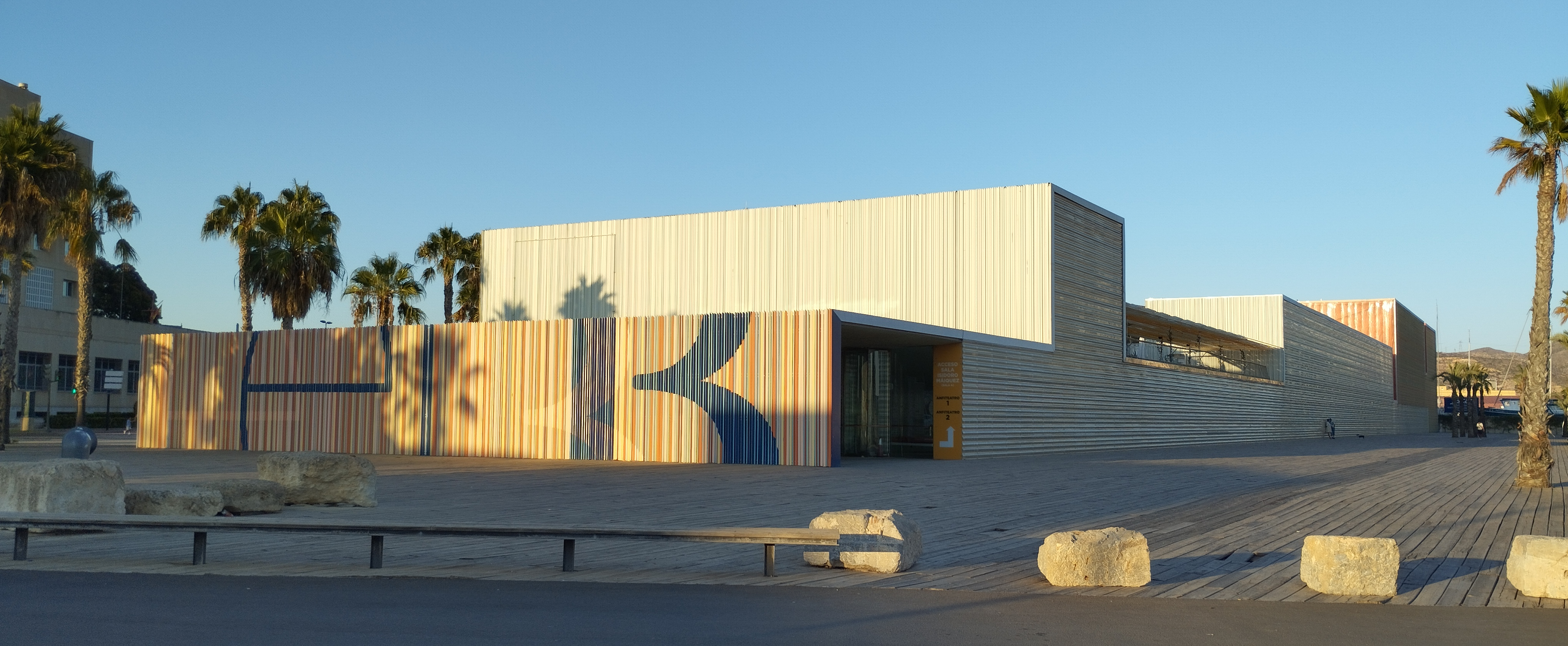
Lucía Cano y José Selgas, Auditorio El Batel, Cartagena

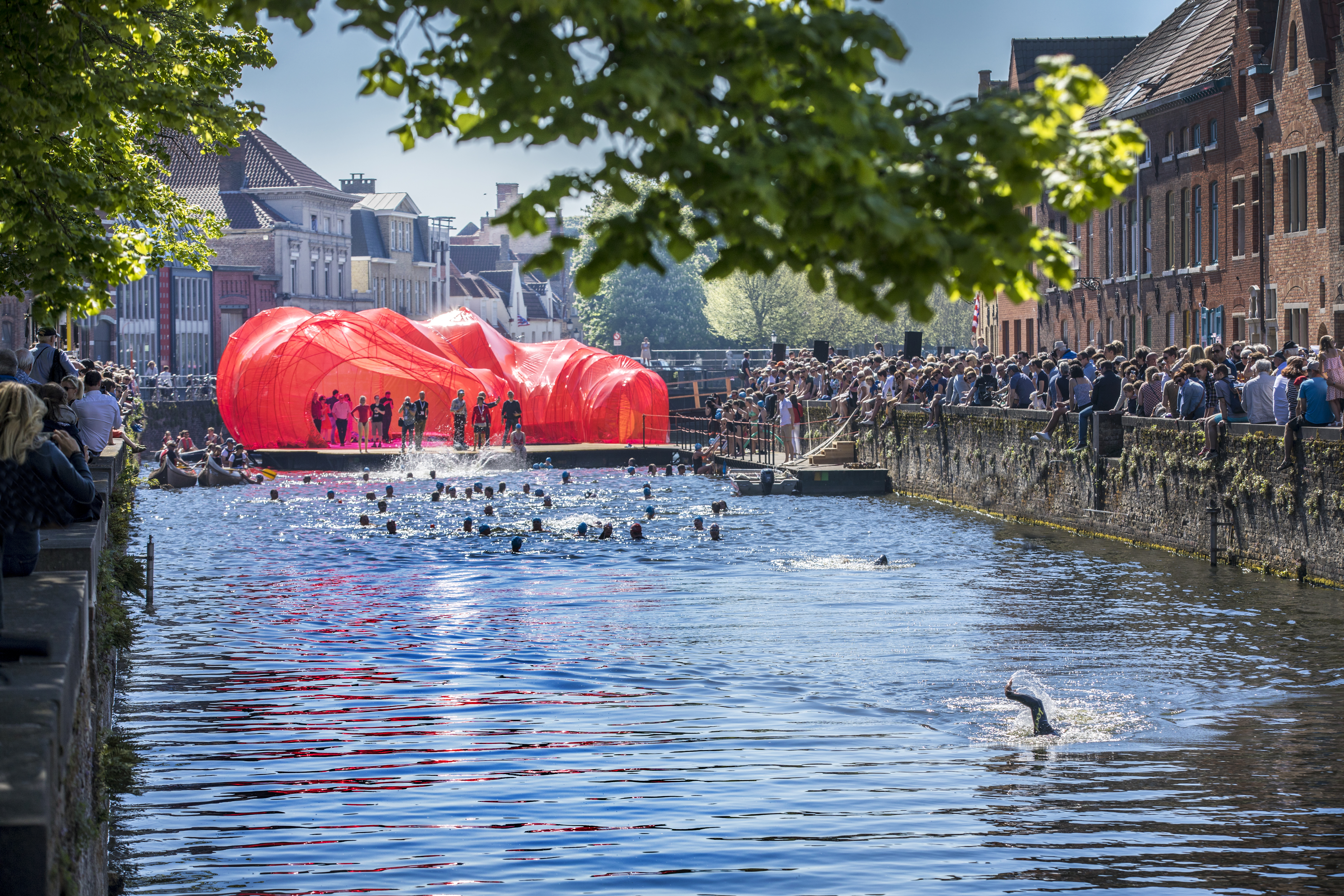
Lucía Cano y José Selgas, Pabellón en la Trienal de Brujas

Lucía Cano Pintos (Madrid, 27 de septiembre de 1965) es una arquitecta española fundadora del estudio madrileño SelgasCano, junto a José Selgas (Madrid, 1965), cuyo trabajo se distingue principalmente por el uso de la policromía, por la exploración creativa con nuevos materiales, y por su entendimiento de la relación entre la obra arquitectónica y su paisaje circundante. En su trayectoria recibió reconocimientos internacionales como el premio Kunstpreis (Premio de Arte) concedido en el año 2013 por la Academia de las Artes de Berlín (Akademie der Künste), o la declaración como “Architects of the Year” por el Consejo Alemán de Diseño de Múnich (German Design Council) en el mismo año. Ambos premios compartidos con el arquitecto José Selgas.

## Formación
Obtiene el título de Arquitecta en el año 1992 por la Escuela Técnica Superior de Arquitectura de Madrid con una calificación de sobresaliente.

## Trayectoria
En sus inicios trabajó en el prestigioso estudio de su padre Julio Cano Lasso (Madrid, 1920-Madrid, 1996) junto a sus hermanos Alfonso, Diego y Gonzalo donde tuvo la oportunidad de participar de proyectos como el Edificio de Laboratorios Sace en el campus universitario de Murcia (1996-1997).  El equipo de arquitectos estaba liderado por el padre de familia, quien les inculcó el interés por la pintura y el arte a sus ocho hijos. Lucía, la menor de los cuatro hermanos del estudio, fue miembro del Cano Lasso Studio hasta el año 2003.
En el año 1997 comenzó su trayectoria profesional junto a José García Selgas, con quien fundó el estudio SelgasCano en 1998 y desde el que han realizado obras de interés y reconocimiento internacional. El proyecto del Palacio de Congresos de Badajoz (1999-2006) fue uno de los primeros trabajos ejecutados que elevó el prestigio del estudio madrileño en sus inicios, y la propia "Oficina entre árboles" de SelgasCano (Madrid, 2006-2007) le propició al estudio repercusión mediática siendo el proyecto más visitado del blog ArchDaily.
Otros proyectos relevantes son el Factory Mérida (Badajoz, 2006-2011), el Palacio de Congresos de Plasencia (Cáceres, 2005-2013), el Auditorio y palacio de congresos El Batel de Cartagena (Murcia, 2004-2011), la “Casa de silicona” (Madrid, 2004-2007), las oficinas Second Home en Londres (2015), o el pabellón Louisana Hamlet de Copenhague (2015-2016) entre otros.
En el año 2012 participó como parte de SPAINLab en el Pabellón Español en la 13.ª Bienal de Arquitectura de Venecia, y en el año 2015 los arquitectos de SelgasCano se convirtieron en los primeros españoles en diseñar uno de los encargos más emblemáticos de la arquitectura actual, el Pabellón londinense de Kensington Gardens. La instalación multicolor del Serpentine Gallery se construyó experimentando con las posibilidades translúcidas y opacas de un plástico llamado ETFE, y se inauguró el 23 de junio del 2015. Durante los meses que estuvo exhibido convocó a más de 170.000 visitantes que pudieron interactuar con pabellón que tenía una forma de laberinto amorfo sintético con cada una de sus entradas y salidas distintas.
Sobre su obra se realizaron publicaciones en revistas como la Architectural Digest u otros artículos de la revista española de arquitectura El Croquis, que incluso les dedicó un monográfico en su número 171 con un repaso de sus trabajos entre el 2003-2013.

## Premios
- 1.er Premio del Concurso de Vivienda Social Alternativa, Madrid, 1993.
- 1.er Premio en el Concurso 67 viviendas sociales en Las Rosas, Madrid, 1996.
- 1.er Premio en el Concurso para el Centro de Congresos y Auditorio de Badajoz, 1999.
- 1.er Premio de Concurso de Centro de Congresos y Auditorio de Plasencia, Cáceres, 2005.
- 2.º Premio en Concurso Edificio de Juzgados de lo Penal del Campus de la Justicia de Madrid, 2008
- Premio AD Architectural Digest, 2011.
- Seleccionados Premio Mies Van Der Rohe, 2011.
- Premio de Arte Kunstpreis, 2013.[7]
- Arquitectos del Año, 2013.

## Exposiciones
- MoMA, Nueva York: On-Site: New Architecture in Spain, 2006.[8]
- Bienal de Arquitectura de Venecia, 2006.
- GA International, 2008-2009-2010 (GA Galería), Tokio 2008-2009-2010.
- Guggenheim Nueva York, Contenplating The Void, 2010.
- Bienal de Arquitectura de Venecia, 2010.
- Museo de Arte Contemporáneo de Tokio, 2011.

## Proyectos destacados
- Palacio de Congresos de Badajoz, 1999-2006.
- Auditorio y palacio de congresos El Batel de Cartagena, 2004-2011.
- Palacio de Congresos de Plasencia, Cáceres, 2005-2013.
- Factoría Joven, Mérida, 2006-2011.
- Casa de silicona, Madrid, 2004-2007.
- Oficina entre árboles, Madrid, 2006-2008.
- Vacuum Packing, Venecia, 2010.
- Al Aire (Between-Air), Pabellón Español, Venecia , 2012.[9]
- Second Home, Londres, 2014.
- Serpentine Gallery Pavilion, Londres, 2015.[10][11]
- Second Home, Lisboa, 2016.
- Pabellón Martell, Cognac, 2017.
- Pabellón Selgascano, Brujas, 2018.